# Giv'at Hardalit
Giv'at Hardalit (hebrejsky: גבעת חרדלית) je pahorek o nadmořské výšce 243 metrů v severním Izraeli, v Horní Galileji.
Je situován na západním okraji vesnice Manot a 1,5 kilometru jihovýchodně od obce Avdon. Má podobu ploché odlesněné náhorní plošiny, která je na severu ohraničena údolím vádí Nachal Kaziv (v něm se na úpatí kopce nachází pramen Ejn Hardalit – עין חרדלית), na straně jižní údolím vádí Nachal Nachat a navazujícího Nachal Ša'al. Vlastní vrcholová plošina je z velké části zastavěna vesnicí Manot. Svahy do jednotlivých údolí jsou pokryté lesní vegetací.